# Haliaspis asymmetrica
Haliaspis asymmetrica är en insektsart som först beskrevs av Ferris 1954.  Haliaspis asymmetrica ingår i släktet Haliaspis och familjen pansarsköldlöss. Inga underarter finns listade i Catalogue of Life.